# Seneschall von Anjou
Das Amt des Seneschalls von Anjou gab es bereits zur Zeit der erblichen Grafen. Zu den Funktionen dieses Beamten gehörten die Verwaltung des Haushalts des Grafen, die Rechtspflege, die Bereitstellung von Justizämtern, die Leitung der Truppen und schließlich die Verwaltung der Burgen. Der Seneschall von Anjou übte das Amt auch für die Grafschaft Le Maine und die Grafschaft Touraine aus, wurde aber üblicherweise nur Sénéchal d’Anjou genannt. Er war nach dem Grafen die wichtigste Person in den genannten Gebieten.
Mit der Übernahme der Herrschaft in den drei Grafschaften durch den französischen König Philipp II. im Jahr 1204 wurde das Amt erblich. 1323 (Touraine) bzw. 1330 (Anjou und Le Maine) kauften die Könige Karl IV. bzw. Philipp VI. das Amt dem Amtsinhaber ab.

## Seneschall von Anjou, Le Maine und Touraine

### Nicht erbliche Seneschalle
- Lysois de Bazougers, Sohn von Hugues de Lavardin, 1004/61 Seigneur d’Amboise (en partie), 1044 Seigneur de Chaumont-sur-Loire, als Seneschall 1046/47–um 1060/61 bezeugt (Haus Amboise)
- Auger, Seigneur de Bazougers, dessen Bruder, Seneschall ab etwa 1060/61, † wohl um 1080
- Pierre, als Seneschall 1080/83 bezeugt
- Giroye, als Seneschall 1085/88 bezeugt
- Payen de Maugé, als Seneschall 1089 bezeugt
- Durand Broquet
- Stephen Bauzan, 1122 bezeugt
- Geoffroy, vielleicht Geoffroy Fuel, Seigneur de L’Île-Bouchard
- Robert de Blo, Sohn von Gosselin de Blo, Seigneur de Champigny, Großvater von Josselin, dem Chevalier banneret des Königs Philipp II.
- Jean Jouslain (auch Josselin genannt), Seigneur de Fontaine-Milon, Seneschall 1158–1163
- Guy des Moulins, 1164 als Seneschall bezeugt
- Guillaume, Sohn von Hémon, erst Seneschall von Bretagne, 1170 Seneschall von Anjou etc.
- Étienne de Marc(h)ay († 1190), 1172/80 als Seneschall bezeugt, trat wohl 1184/85 zurück
- Stephen de Turnham, Sohn von Robert de Turnham, dem Erbauer von Thurnham Castle, Seneschall bis 1189
- Payen de Rochefort, Seneschall 1189–1192
- Robert de Turnham († 1211), Bruder von Stephen de Turnham, Sheriff von Wiltshire, 1195–1199 Seneschall
- Aimery, Vicomte de Thouars († 1226), Seneschall Ende April bis Oktober 1199 (von König Johann ernannt), älterer Bruder von Guy de Thouars, Herzog von Bretagne (uxor nomine) (Haus Thouars)

### Erbliche Seneschalle
- Guillaume des Roches († 15. Juli 1222), Seigneur de Château-du-Loir, de Sablé, de Baugé, de Mouliherne, de Saumur, de Précigné etc., Mai 1199 Seneschall (von Herzog Arthur von Bretagne ernannt, von Philippe II. im August 1204 als erblich bestätigt)
- Amaury I. de Craon († 12. Mai 1226), dessen Schwiegersohn, Sire de Craon, Seigneur de Durtal et de Sablé, Seneschal 1214/22–1226 (Haus Craon)
- Jeanne des Roches († 1237/Februar 1241), als dessen Witwe Seneschallin
- Maurice IV. de Craon († wohl 1250), deren Sohn, Sire de Craon
- Amaury II. de Craon († 27. Mai 1269/Mai 1270), Sire de Craon, dessen Sohn
- Maurice V. de Craon († 11. März 1293), dessen Bruder, Sire de Craon et de Sablé
- Amaury III. de Craon († 26. Januar 1333), dessen Sohn, Sire de Craon et de Sablé,

Amaury III. de Craon verkaufte das Amt des Seneschalls von Touraine im Juni 1323 an König Karl IV., das Amt des Seneschall von Anjou und Le Maine im März 1330 an König Philipp VI.